# Françoise Dolto
Françoise Dolto (Paris, 6 de novembro de 1908 - Paris, 25 de agosto de 1988) foi uma pediatra e psicanalista francesa.

## Obras
- A criança do espelho;
- Palavras para adolescentes ou o complexo da lagosta;
- O caso Dominique;
- No jogo do desejo: ensaios clínicos;
- Psicanálise e pediatria;
- Quando os pais se separam;
- Você e a criança: como agir perante a criança e o seus problemas;
- Psicanálise de crianças;
- Quando a criança aparece...;
- A dificuldade de viver: o psicanalista e a prevenção das neuroses;
- A imagem inconsciente do corpo;
- As etapas decisivas da infância;
- Sexualidade feminina: libido, erotismo, frigidez;
- Como educar os nossos filhos: compreensão e comunicação entre pais e filhos;
- A criança e a família;
- Profissão: pais - o papel dos pais no desenvolvimento da criança e da sua identidade;
- Transtornos na infância: reflexões sobre os problemas psicológicos e emocionais mais comuns nas crianças;
- A psicanálise dos evangelhos;
- O despertar do espírito;
- Tudo é linguagem;
- As etapas da infância: a relação entre pais e filhos, do nascimento aos 4 anos.